# Tegeolepis clarki
Tegeolepis clarki è un pesce osseo estinto, appartenente agli attinotterigi. Visse nel Devoniano superiore (Famenniano, circa 365 milioni di anni fa) e i suoi resti fossili sono stati ritrovati in Nordamerica (Ohio).

## Descrizione
Rispetto agli altri pesci ossei del Devoniano, Tegeolepis era davvero insolito. Innanzitutto per le dimensioni: lungo circa un metro, questo animale era notevolmente più grande degli altri attinotterigi basali del periodo, anche rispetto al ben noto Cheirolepis. L'aspetto di Tegeolepis era bizzarro: il cranio presentava una forma allungata, terminante in una sorta di becco appuntito, e possedeva due paia di creste appiattite e sporgenti all'infuori. Il primo paio era sopra le grandi orbite, il secondo paio nella regione posteriore del cranio. I denti, inoltre, erano appuntiti e notevolmente lunghi. 

## Classificazione
Tegeolepis è noto grazie a fossili rinvenuti nel famoso giacimento di Cleveland Shale, in Ohio, che ha restituito numerosi fossili eccezionalmente conservati di altri pesci, come lo squalo arcaico Cladoselache e il gigantesco placoderma Dunkleosteus.
Tegeolepis è considerato un rappresentante primitivo degli attinotterigi, ovvero i pesci ossei dalle pinne radiate. Le caratteristiche peculiari, tuttavia, non hanno permesso di comprendere totalmente le sue parentele con gli altri attinotterigi devoniani. Di volta in volta è stato considerato uno stretto parente dei piccoli Mimipiscis e Moythomasia, un pesce più primitivo di Cheirolepis (il "classico" attinotterigio basale) o un pesce osseo dalle parentele non definite. Alcune caratteristiche anatomiche di Tegeolepis richiamano quelle di alcuni sarcotterigi descritti recentemente e provenienti da strati del Devoniano inferiore.